# Cyrtarachne bigibbosa
Cyrtarachne bigibbosa är en spindelart som beskrevs av Simon 1907. Cyrtarachne bigibbosa ingår i släktet Cyrtarachne och familjen hjulspindlar. Inga underarter finns listade i Catalogue of Life.